# Lướt thuyền buồm
Lướt thuyền buồm sử dụng gió trên các cánh buồm, cánh buồm hoặc diều để đẩy một chiếc thuyền trên mặt nước (thuyền buồm, lướt gió hoặc kitesurfer), trên băng (thuyền băng) hoặc trên đất liền (du thuyền trên đất liền) trên một đường đã chọn, thường là một phần của kế hoạch điều hướng lớn hơn.
Một đường đi được xác định liên quan đến hướng gió thực sự được gọi là một điểm của cánh buồm.
Thuyền buồm thông thường không thể lấy được năng lượng từ những cánh buồm trên một điểm buồm quá gần gió. Trên một điểm nhất định của cánh buồm, thủy thủ điều chỉnh sự liên kết của mỗi cánh buồm theo hướng gió rõ ràng (theo cảm nhận trên tàu) để huy động sức mạnh của gió. Các lực lượng được truyền qua các cánh buồm được chống lại bởi các lực lượng từ thân tàu, keel và bánh lái của một chiếc thuyền buồm, bởi các lực lượng từ các vận động viên trượt băng của một chiếc thuyền băng, hoặc bởi các lực lượng từ các bánh xe của một tàu thuyền mặt đất để cho phép điều khiển khóa học.
Trong thế kỷ 21, hầu hết chèo thuyền đại diện cho một hình thức giải trí hoặc thể thao. Đi thuyền giải trí hoặc du thuyền có thể được chia thành đua và bay. Du lịch trên biển có thể bao gồm các chuyến đi xa bờ và vượt đại dương, đi thuyền ven biển trong tầm nhìn của đất liền và ngày.
Cho đến giữa thế kỷ 19, tàu thuyền dùng buồm là phương tiện chính cho thương mại hàng hải; thời kỳ này được gọi là Thời đại của tàu buồm.

## Lịch sử
Trong suốt lịch sử, thuyền buồm là phương tiện cốt yếu trong sự phát triển của văn minh nhân loại, cho phép con người khả năng di chuyển lớn hơn là trên cạn, với nhiều mục đích: trao đổi buôn bán, vận tải hay chiến tranh và đánh bắt thủy hải sản. Sự miêu tả đầu tiên của một chiếc thuyền có buồm là trên một chiếc đĩa phát hiện thấy ở Kuwait có niên đại khoảng năm 5500 đến 5000 TCN. Chúng có thể đi buôn bán và dạy cho các nền văn minh khác các đóng, chạy và định hướng thuyền. Tiến bộ của kĩ thuật thuyền buồm từ thời Trung Cổ trở đi cho phép những nhà thám hiểm Ả Rập, Trung Hoa, Ấn Độ và Âu châu thực hiện những chuyến hành trình dài tới những vùng có điều kiện thời tiết và khí hậu khắc nghiệt. Sau đó, những cải tiến về buồm, cột và thiết bị chằng buộc; cải tiến trong định hướng hàng hải, bao gồm gậy chữ thập và hải đồ về cả biển lẫn các chòm sao; đã tạo nhiều điều kiện di chuyển bằng thuyền buồm hơn. Từ thế kỉ XV trở đi, các thuyền buồm Châu Âu di chuyển lên xa hơn về phía bắc, dừng chân lâu hơn ở Đường bờ biển dài của Newfoundland và Vịnh Saint Lawrence và cuối cùng họ bắt đầu khám phá Tây Bắc Thái Bình Dương và Tây Bắc Cực. Thuyền buồm đã đóng góp cho nhiều cuộc đại phát kiến địa lí trên thế giới.
Theo Jett, người Ai Cập cổ đại đã chế tạo giá hai chân để hỗ trợ một cánh buồm, từ đó cho phép một thuyền buồm làm từ sậy đi ngược sông với chiều gió thuận, muộn nhất vào năm 3500 TCN. Những loại buồm như thế được áp dụng cho loại buồm vuông tồn tại cho đến thế kỉ XIX. Tuy nhiên buồm với giá hai chân không thể đi gần hơn 80° với chiều gió. Thuyền buồm với hệ thống buồm, cột và thiết bị chằng buộc triển khai suốt dọc thân thuyền có nguồn gốc từ Đông Nam Á - niên đại chưa xác định - cho phép thuyền di chuyển với gần 60–75° chéo gió.